# ワンダーアキュート
ワンダーアキュート（欧字名:Wonder Acute、2006年3月14日 - ）は日本の競走馬。主な勝ち鞍は2012年のJBCクラシック、2014年の帝王賞、2015年のかしわ記念。不屈のいぶし銀と呼ばれた。
馬名の意味は、冠名の「ワンダー」に、鋭いという意味の「アキュート」が由来である。

## 戦績

### 競走傾向
全48戦のうち芝コースを走ったのは1回のみ、あとの47戦はダートコースで出走しており、連対率は5割近くに達している。得意とする距離は1601～1800mで、17回の出走で5割を超える連対率がある。次いで1801～2000mでは18回の出走で連対率は5割に達している。道悪も特に苦とせず、不良馬場でも5戦中で2回勝利している。ワンダーアキュートと最もコンビを組んだ騎手は和田竜二の28鞍で、次いで武豊が11鞍ある。

### 2009年

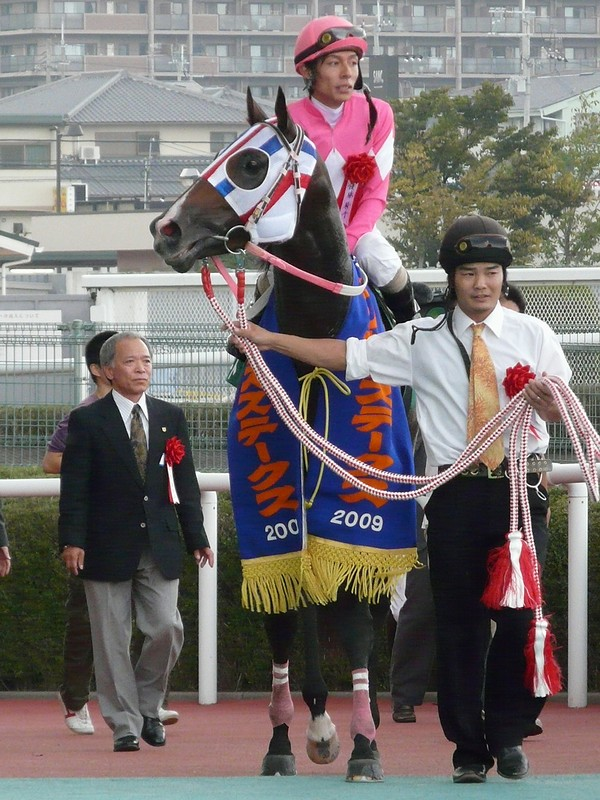
2009年の第13回シリウスステークスで勝利したワンダーアキュート

1月24日の京都競馬場の3歳新馬戦ダート1,800mでデビュー、7番人気であったが見事に初出走初勝利を挙げることが出来た。4戦目の3月22日の阪神の500万下戦（7番人気）で2勝目を飾り、青葉賞10着を経て6月の中京のあおぎりステークス（1000万下）は9番人気であったが3勝目を記録出来た。ジャパンダートダービー（5着）、レパードステークス（5着）を経て、9月の阪神のオークランドRCT（1600万下）で4勝目を挙げた。そしてシリウスステークス（GIII）で5勝目となり重賞を初制覇した。続く東京の武蔵野ステークス（GIII）も制して6勝目を数えた。その後ジャパンカップダートに挑戦、3番人気で出走するも6着に終わった。

### 2010年

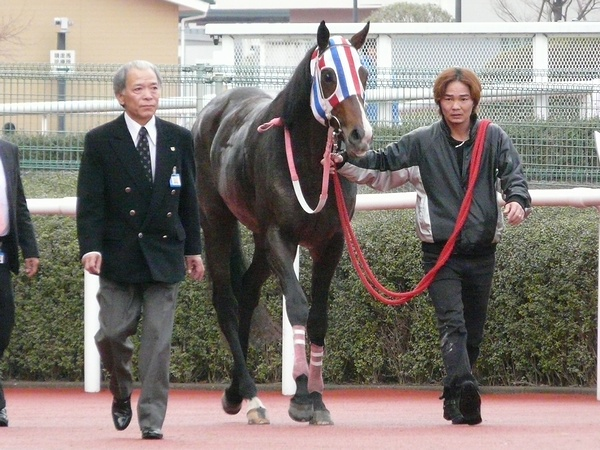
2010年のベテルギウスステークスで勝利したワンダーアキュート

11月7日のみやこステークスで復帰するも6着に終わる。続く12月11日のベテルギウスステークス（オープン）で7勝目を挙げた。12月29日の東京大賞典では10着に終わった。

### 2011年

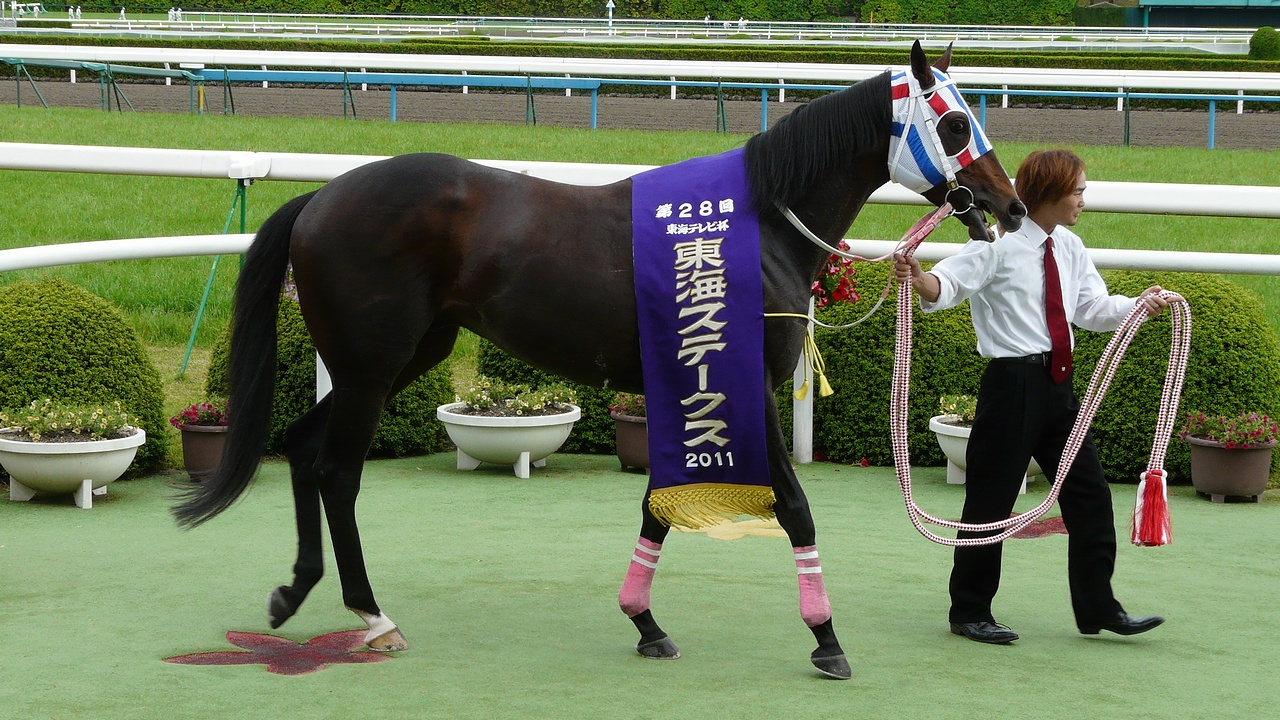
2011年の第28回東海ステークスで勝利したワンダーアキュート

2011年の緒戦はアルデバランステークスに出走するも2着だった。続く仁川ステークスで8勝目を挙げた。続く名古屋大賞典ではエスポワールシチーの2着に終わる。次走のアンタレスステークスでも2着に留まった。東海ステークス（GII）で9勝目、重賞3勝目を挙げた。休養を経て11月6日のみやこステークスでは2番人気で出走するも4着に終わる。その後12月4日のジャパンカップダートに挑戦、スタート直後に大きくつまずいたが2着となった。暮れの大一番の東京大賞典ではスマートファルコンに次ぐ2着となった。

### 2012年
2012年11月5日（月）に川崎競馬場で行われた「第12回JBCクラシック」を制覇して、遂に最上グレードの競走で初勝利を収めた。ワンダーアキュートは単勝5番人気と評価されていたが、ワンダーアキュートはトランセンド、ソリタリーキング、シビルウォーら3頭の外を回ったのち、直線で見事に追い込みを決めてみせた。騎手の和田竜二は「作戦どおり、外に持ち出してズドンといけた。久々にこの馬らしいレースができた」と会心のレースが出来たことを喜んだ。和田は勝利を決めた後も「GI級の力がある馬だとずっと思っていました」「夢がかなった一瞬でした」とワンダーアキュートと夢と達成できたことを喜んだ。調教師の佐藤正雄も「三度目の正直」という表現をもって、ワンダーアキュートを讃えてみせた。

### 2013年
2013年の始動は1月30日の川崎記念へ出走したが、ハタノヴァンクールの2着となった。続くフェブラリーステークスもグレープブランデーの3着に敗れた。武豊に乗り替わりとなった帝王賞では逃げて3着。日本テレビ盃では逃げたソリタリーキングをクビ差かわして優勝した。しかし続くJBCクラシックでは粘るホッコータルマエをかわし切れず2着、ジャパンカップダートでもベルシャザールに屈し、またもや2着に敗れた。
。更に挑んだ最終戦の東京大賞典でもホッコータルマエの前に2着と完敗した。

### 2014年

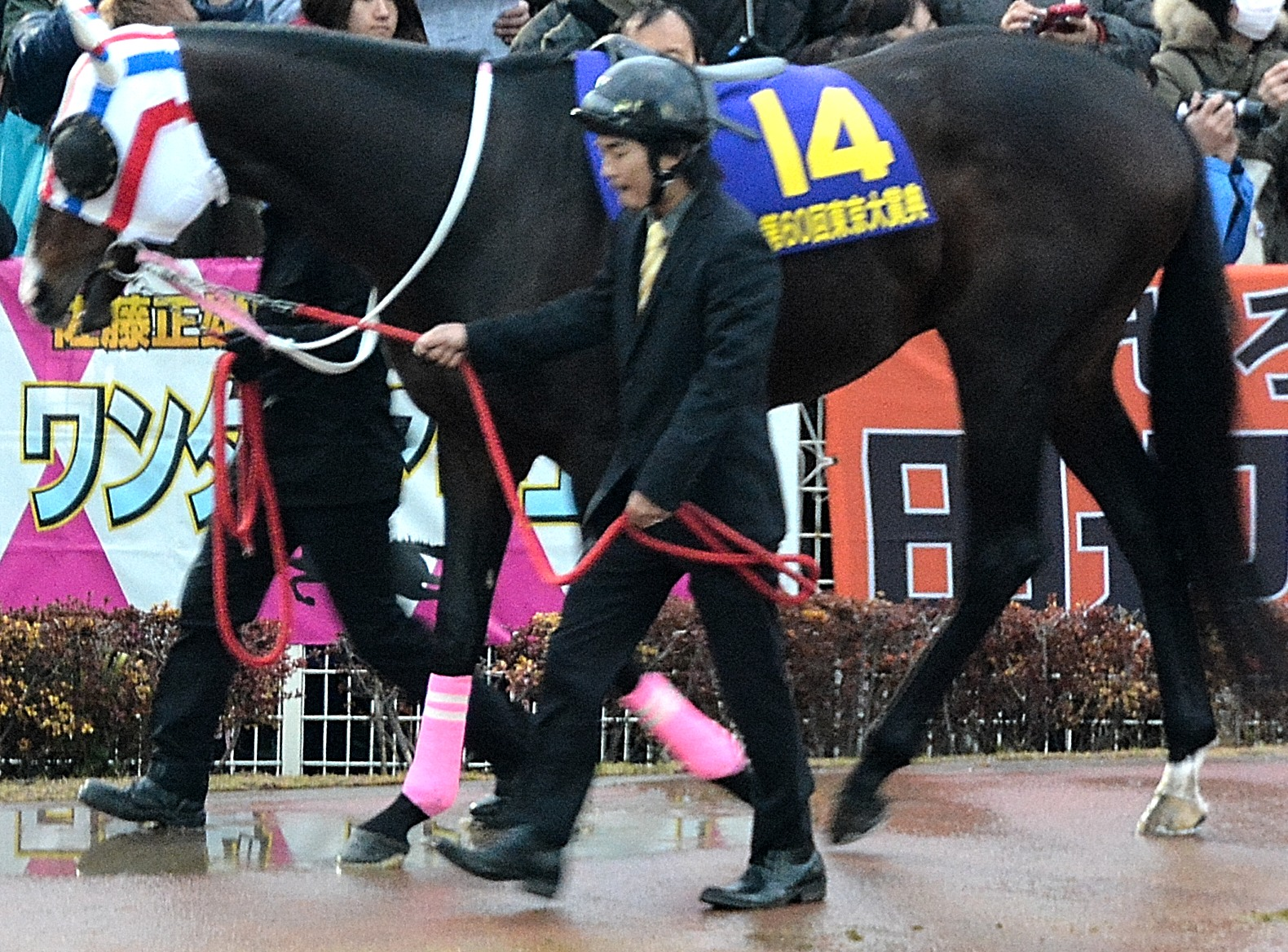
2014年の第60回東京大賞典でパドックを周回するワンダーアキュート

2014年6月25日（水）に大井競馬場で行われた「第37回帝王賞」を制した。ワンダーアキュートが最上グレードで勝利を収めたのは2012年のJBCクラシック以来の2度目の勝利となる。通算勝利数では12勝目にあたる。4歳のコパノリッキーが単勝人気1.9倍に評価されていたが、ワンダーアキュートが差しきり2馬身差をつけてみせた。鞍上を務めた武豊は「どこの競馬場でも、どういう状況でも、どんな馬場状態でも、きっちり走ってくれる」とワンダーアキュートの競走にかけるひたむきさを讃えた。調教師の佐藤もワンダーアキュートがすでに8歳に達していることを気にかけつつも「今までの鬱憤を晴らすような勝利でした」とワンダーアキュートの快走を喜んだ。

### 2015年
44戦目で挑んだ2015年5月5日（祝・火）に船橋競馬場で行われた「第27回かしわ記念（JpnI）」を制して13勝目を挙げた。9歳馬がG1（Jpn1）優勝を果たしたのは日本競馬史上で初めての快挙であった。2年3カ月ぶりにワンダーアキュートの鞍上を務めた和田は、近走の成績ぶりからどこまでやれるかは半信半疑であったというが、いざワンダーアキュートに跨ってみると状態はすこぶる良かったため、制覇への期待は持っていたという。直線ではハッピースプリントとベストウォーリアの2頭を抜き去って遊ぶほどの余裕を見せ「変わらずにいい時の走りをしてくれて正直ビックリしています。年齢的な面は感じませんでした」と和田はワンダーアキュートの速さが衰えていないことを喜んだ。ワンダーアキュートの生産牧場であるフクダファームの福田真一は「何しろ9歳馬ですから、レースの前は勝ち負けよりも無事に走ってほしいという思いの方が強かったです」という心境で自宅のテレビでワンダーアキュートを見守っており、史上初の9歳馬による制覇という予想以上の結果に驚きつつもワンダーアキュートを祝福した。
同年の東京大賞典3着を最後に引退、翌2016年の1月6日付けで競走馬登録を抹消された。

## 競走成績
| 年月日     | 競馬場 | 競走名            | 格       | 頭数 | オッズ （人気） | オッズ （人気） | 着順 | 騎手     | 斤量 | 距離（馬場）  | タイム （上り3F） | タイム 差 | 勝ち馬/（2着馬）       |
| ---------- | ------ | ----------------- | -------- | ---- | --------------- | --------------- | ---- | -------- | ---- | ------------- | ----------------- | --------- | ---------------------- |
| 2009.01.24 | 京都   | 3歳新馬           |          | 14   | 013.1           | 0（7人）        | 01着 | 小林徹弥 | 56   | ダ1800m（重） | 1:55.2 (38.4)     | -0.1      | （フルボディー）       |
| 0000.02.21 | 京都   | 3歳500万下        |          | 13   | 017.9           | 0（8人）        | 07着 | 小林徹弥 | 56   | ダ1800m（重） | 1:52.4 (37.0)     | -1.3      | シルクダンディー       |
| 0000.03.08 | 阪神   | 3歳500万下        |          | 9    | 016.9           | 0（6人）        | 06着 | 小林徹弥 | 56   | ダ1800m（良） | 1:54.1 (37.9)     | -0.9      | アドマイヤシャトル     |
| 0000.03.22 | 阪神   | 3歳500万下        |          | 14   | 011.4           | 0（7人）        | 01着 | 小牧太   | 56   | ダ1800m（稍） | 1:52.6 (37.1)     | -0.0      | （ナリタカービン）     |
| 0000.05.02 | 東京   | 青葉賞            | JpnII    | 18   | 144.2           | （16人）        | 10着 | 後藤浩輝 | 56   | 芝2400m（良） | 2:27.8 (36.0)     | -1.6      | アプレザンレーヴ       |
| 0000.06.14 | 中京   | あおぎりS         | 1000万下 | 12   | 032.4           | 0（9人）        | 01着 | 和田竜二 | 56   | ダ1700m（良） | 1:45.1 (35.6)     | -0.0      | （スタッドジェルラン） |
| 0000.07.08 | 大井   | ジャパンDダービー | JpnI     | 13   | 018.0           | 0（5人）        | 05着 | 小牧太   | 56   | ダ2000m（稍） | 2:06.1 (38.9)     | -1.6      | テスタマッタ           |
| 0000.08.23 | 新潟   | レパードS         | 重賞     | 14   | 032.5           | 0（8人）        | 05着 | 小牧太   | 56   | ダ1800m（良） | 1:51.9 (38.7)     | -2.4      | トランセンド           |
| 0000.09.13 | 阪神   | オークランドRCT   | 1600万下 | 13   | 007.2           | 0（3人）        | 01着 | 和田竜二 | 54   | ダ1800m（稍） | 1:51.6 (37.1)     | -0.9      | （ニューイチトク）     |
| 0000.10.03 | 阪神   | シリウスS         | GIII     | 16   | 005.7           | 0（3人）        | 01着 | 和田竜二 | 54   | ダ2000m（稍） | 2:04.5 (36.8)     | -0.5      | （ダークメッセージ）   |
| 0000.11.07 | 東京   | 武蔵野S           | GIII     | 16   | 010.4           | 0（5人）        | 01着 | 安藤勝己 | 56   | ダ1600m（良） | 1:35.5 (36.7)     | -0.3      | （ダイショウジェット） |
| 0000.12.06 | 阪神   | ジャパンCダート   | GI       | 16   | 008.2           | 0（3人）        | 06着 | 和田竜二 | 56   | ダ1800m（良） | 1:51.1 (37.9)     | -1.2      | エスポワールシチー     |
| 2010.11.07 | 京都   | みやこS           | GIII     | 16   | 022.1           | 0（7人）        | 06着 | 和田竜二 | 57   | ダ1800m（良） | 1:50.5 (37.1)     | -0.7      | トランセンド           |
| 0000.12.11 | 阪神   | ベテルギウスS     | OP       | 16   | 002.8           | 0（1人）        | 01着 | 和田竜二 | 56   | ダ2000m（良） | 2:03.3 (37.0)     | -0.1      | （マチカネニホンバレ） |
| 0000.12.29 | 大井   | 東京大賞典        | JpnI     | 14   | 009.8           | 0（4人）        | 10着 | 和田竜二 | 57   | ダ2000m（良） | 2:03.8 (40.5)     | -3.4      | スマートファルコン     |
| 2011.02.12 | 京都   | アルデバランS     | OP       | 16   | 003.4           | 0（2人）        | 02着 | 和田竜二 | 58   | ダ1900m（良） | 1:58.0 (36.8)     | -0.2      | ピイラニハイウェイ     |
| 0000.03.06 | 阪神   | 仁川S             | OP       | 14   | 002.0           | 0（1人）        | 01着 | 和田竜二 | 57   | ダ2000m（良） | 2:03.7 (36.8)     | -0.3      | （タガノジンガロ）     |
| 0000.03.21 | 名古屋 | 名古屋大賞典      | JpnIII   | 12   | 004.2           | 0（2人）        | 02着 | 和田竜二 | 57   | ダ1900m（不） | 1:58.8 (38.1)     | -0.4      | エスポワールシチー     |
| 0000.04.24 | 京都   | アンタレスS       | GIII     | 13   | 002.4           | 0（1人）        | 02着 | 和田竜二 | 56   | ダ1800m（重） | 1:48.4 (35.8)     | -0.3      | ゴルトブリッツ         |
| 0000.05.22 | 京都   | 東海S             | GII      | 14   | 004.8           | 0（2人）        | 01着 | 和田竜二 | 57   | ダ1900m（不） | 1:53.7 (35.1)     | -0.1      | （ランフォルセ）       |
| 0000.11.06 | 京都   | みやこS           | GIII     | 15   | 006.3           | 0（2人）        | 04着 | 和田竜二 | 58   | ダ1800m（稍） | 1:48.8 (37.1)     | -0.8      | エスポワールシチー     |
| 0000.12.04 | 阪神   | ジャパンCダート   | GI       | 15   | 019.0           | 0（5人）        | 02着 | 和田竜二 | 56   | ダ1800m（良） | 1:50.9 (36.8)     | -0.3      | トランセンド           |
| 0000.12.29 | 大井   | 東京大賞典        | GI       | 12   | 010.4           | 0（3人）        | 02着 | 和田竜二 | 57   | ダ2000m（良） | 2:01.8 (38.0)     | -0.0      | スマートファルコン     |
| 2012.02.19 | 東京   | フェブラリーS     | GI       | 16   | 005.7           | 0（2人）        | 03着 | 和田竜二 | 57   | ダ1600m（良） | 1:35.8 (36.4)     | -0.4      | テスタマッタ           |
| 0000.03.14 | 船橋   | ダイオライト記念  | GII      | 13   | 001.9           | 0（1人）        | 04着 | 和田竜二 | 56   | ダ2400m（良） | 2:35.0 (41.2)     | -0.3      | ランフォルセ           |
| 0000.05.19 | 京都   | 東海S             | GII      | 15   | 003.0           | 0（1人）        | 10着 | 和田竜二 | 57   | ダ1900m（良） | 1:57.3 (37.1)     | -0.9      | ソリタリーキング       |
| 0000.11.05 | 川崎   | JBCクラシック     | JpnI     | 13   | 010.5           | 0（5人）        | 01着 | 和田竜二 | 57   | ダ2100m（良） | 2:12.5 (38.6)     | -1.0      | （シビルウォー）       |
| 0000.12.02 | 阪神   | ジャパンCダート   | GI       | 16   | 006.2           | 0（3人）        | 02着 | 和田竜二 | 57   | ダ1800m（良） | 1:49.4 (36.4)     | -0.6      | ニホンピロアワーズ     |
| 0000.12.29 | 大井   | 東京大賞典        | GI       | 12   | 001.8           | 0（1人）        | 03着 | 和田竜二 | 57   | ダ2000m（重） | 2:06.0 (38.4)     | -0.1      | ローマンレジェンド     |
| 2013.01.30 | 川崎   | 川崎記念          | JpnI     | 11   | 001.3           | 0（1人）        | 02着 | 和田竜二 | 57   | ダ2100m（稍） | 2:15.5 (37.3)     | -0.1      | ハタノヴァンクール     |
| 0000.02.17 | 東京   | フェブラリーS     | GI       | 16   | 009.2           | 0（7人）        | 03着 | 和田竜二 | 57   | ダ1600m（良） | 1:35.3 (35.9)     | -0.2      | グレープブランデー     |
| 0000.06.26 | 大井   | 帝王賞            | JpnI     | 12   | 006.6           | 0（4人）        | 03着 | 武豊     | 57   | ダ2000m（不） | 2:03.5 (37.3)     | -0.5      | ホッコータルマエ       |
| 0000.09.23 | 船橋   | 日本テレビ盃      | JpnII    | 12   | 001.3           | 0（1人）        | 01着 | 武豊     | 58   | ダ1800m（良） | 1:50.3 (37.0)     | -0.0      | （ソリタリーキング）   |
| 0000.11.04 | 金沢   | JBCクラシック     | JpnI     | 12   | 004.1           | 0（2人）        | 02着 | 武豊     | 57   | ダ2100m（不） | 2:13.0 (37.0)     | -0.4      | ホッコータルマエ       |
| 0000.12.01 | 阪神   | ジャパンCダート   | GI       | 16   | 015.7           | 0（6人）        | 02着 | 武豊     | 57   | ダ1800m（良） | 1:50.4 (35.9)     | -0.0      | ベルシャザール         |
| 0000.12.29 | 大井   | 東京大賞典        | GI       | 9    | 003.7           | 0（2人）        | 02着 | 武豊     | 57   | ダ2000m（良） | 2:06.9 (36.3)     | -0.3      | ホッコータルマエ       |
| 2014.02.23 | 東京   | フェブラリーS     | GI       | 16   | 010.0           | 0（5人）        | 06着 | 武豊     | 57   | ダ1600m（良） | 1:36.5 (35.2)     | -0.5      | コパノリッキー         |
| 0000.05.05 | 船橋   | かしわ記念        | JpnI     | 8    | 001.8           | 0（1人）        | 03着 | 武豊     | 57   | ダ1600m（良） | 1:39.6 (37.0)     | -0.4      | コパノリッキー         |
| 0000.06.25 | 大井   | 帝王賞            | JpnI     | 11   | 004.4           | 0（3人）        | 01着 | 武豊     | 57   | ダ2000m（不） | 2:03.5 (35.8)     | -0.4      | （コパノリッキー）     |
| 0000.11.03 | 盛岡   | JBCクラシック     | JpnI     | 16   | 003.5           | 0（2人）        | 03着 | 武豊     | 57   | ダ2000m（重） | 2:01.4 (35.9)     | -0.6      | コパノリッキー         |
| 0000.12.07 | 中京   | チャンピオンズC   | GI       | 16   | 010.9           | 0（5人）        | 05着 | 武豊     | 57   | ダ1800m（良） | 1:51.5 (35.9)     | -0.5      | ホッコータルマエ       |
| 0000.12.29 | 大井   | 東京大賞典        | GI       | 16   | 006.6           | 0（3人）        | 07着 | 武豊     | 57   | ダ2000m（重） | 2:04.9 (38.6)     | -1.9      | ホッコータルマエ       |
| 2015.02.22 | 東京   | フェブラリーS     | GI       | 16   | 046.4           | （10人）        | 09着 | F.ベリー | 57   | ダ1600m（良） | 1:36.8 (36.4)     | -0.5      | コパノリッキー         |
| 0000.05.05 | 船橋   | かしわ記念        | JpnI     | 10   | 018.4           | 0（4人）        | 01着 | 和田竜二 | 57   | ダ1600m（良） | 1:37.4 (37.1)     | -0.2      | （ベストウォーリア）   |
| 0000.06.24 | 大井   | 帝王賞            | JpnI     | 12   | 006.8           | 0（3人）        | 08着 | 和田竜二 | 57   | ダ2000m（良） | 2:05.0 (40.6)     | -2.3      | ホッコータルマエ       |
| 0000.10.12 | 盛岡   | マイルCS南部杯    | JpnI     | 15   | 005.5           | 0（2人）        | 03着 | 和田竜二 | 57   | ダ1600m（稍） | 1:37.1 (38.6)     | -0.3      | ベストウォーリア       |
| 0000.12.06 | 中京   | チャンピオンズC   | GI       | 16   | 117.6           | （14人）        | 06着 | 和田竜二 | 57   | ダ1800m（良） | 1:50.9 (37.6)     | -0.5      | サンビスタ             |
| 0000.12.29 | 大井   | 東京大賞典        | GI       | 16   | 027.2           | 0（6人）        | 03着 | 和田竜二 | 57   | ダ2000m（良） | 2:04.5 (38.9)     | -1.5      | サウンドトゥルー       |

上記の「競走成績」は、netkeiba.com「ワンダーアキュートの競走成績」に基づく。

## 種牡馬時代
2016年からアロースタッドで種牡馬となる。2019年から産駒がデビューしている。
2024年10月11日付で用途変更となり種牡馬を引退。種牡馬引退後はYogiboヴェルサイユリゾートファームに移動し、功労馬として余生を送っている。2025年より功労馬繋養支援事業の助成対象馬となり、引き続き同地で繋養されている。

### 主な産駒
- 2019年産
  - アキュートガール（2023年新春賞）

## 血統表
| ワンダーアキュートの血統                   | ワンダーアキュートの血統                 | ワンダーアキュートの血統                 | （血統表の出典）                         | （血統表の出典）  |
| 父系                                       | ストームバード系                         | ストームバード系                         | ストームバード系                         | [ § 2 ]           |
| 父 *カリズマティック Charismatic 1996 栗毛 | 父の父Summer Squall 1987 鹿毛            | Storm Bird                               | Northern Dancer                          | Northern Dancer   |
| 父 *カリズマティック Charismatic 1996 栗毛 | 父の父Summer Squall 1987 鹿毛            | Storm Bird                               | South Ocean                              |                   |
| 父 *カリズマティック Charismatic 1996 栗毛 | 父の父Summer Squall 1987 鹿毛            | Weekend Surprise                         | Secretariat                              | Secretariat       |
| 父 *カリズマティック Charismatic 1996 栗毛 | 父の父Summer Squall 1987 鹿毛            | Weekend Surprise                         | Lassie Dear                              |                   |
| 父 *カリズマティック Charismatic 1996 栗毛 | 父の母Bali Babe 1980 栗毛                | Drone                                    | Sir Gaylord                              | Sir Gaylord       |
| 父 *カリズマティック Charismatic 1996 栗毛 | 父の母Bali Babe 1980 栗毛                | Drone                                    | Cap and Bells                            |                   |
| 父 *カリズマティック Charismatic 1996 栗毛 | 父の母Bali Babe 1980 栗毛                | Polynesian Charm                         | What a Pleasure                          | What a Pleasure   |
| 父 *カリズマティック Charismatic 1996 栗毛 | 父の母Bali Babe 1980 栗毛                | Polynesian Charm                         | Grass Shack                              |                   |
| 母 *ワンダーヘリテージ 1995 黒鹿毛         | 母の父Pleasant Tap 1987 鹿毛             | Pleasant Colony                          | His Majesty                              | His Majesty       |
| 母 *ワンダーヘリテージ 1995 黒鹿毛         | 母の父Pleasant Tap 1987 鹿毛             | Pleasant Colony                          | Sun Colony                               |                   |
| 母 *ワンダーヘリテージ 1995 黒鹿毛         | 母の父Pleasant Tap 1987 鹿毛             | Never Knock                              | Stage Door Johnny                        | Stage Door Johnny |
| 母 *ワンダーヘリテージ 1995 黒鹿毛         | 母の父Pleasant Tap 1987 鹿毛             | Never Knock                              | Never Hula                               |                   |
| 母 *ワンダーヘリテージ 1995 黒鹿毛         | 母の母Casa Petrone 1984 鹿毛             | Petrone                                  | Prince Taj                               | Prince Taj        |
| 母 *ワンダーヘリテージ 1995 黒鹿毛         | 母の母Casa Petrone 1984 鹿毛             | Petrone                                  | Wild Miss                                |                   |
| 母 *ワンダーヘリテージ 1995 黒鹿毛         | 母の母Casa Petrone 1984 鹿毛             | Grand Tania                              | Grand Central                            | Grand Central     |
| 母 *ワンダーヘリテージ 1995 黒鹿毛         | 母の母Casa Petrone 1984 鹿毛             | Grand Tania                              | Good Hart                                |                   |
| 母系(F-No.)                                | (FN:F1-a)                                | (FN:F1-a)                                | (FN:F1-a)                                | [ § 3 ]           |
| 5代内の近親交配                            | Bold Ruler：S5×S5、Somethingroyal：S5×S5 | Bold Ruler：S5×S5、Somethingroyal：S5×S5 | Bold Ruler：S5×S5、Somethingroyal：S5×S5 | [ § 4 ]           |
| 出典                                       | 1. 2. 3. 4.                              | 1. 2. 3. 4.                              | 1. 2. 3. 4.                              | 1. 2. 3. 4.       |

- 半兄に東海ステークス、名古屋グランプリ2回のワンダースピードがいる。